# Warburg-Effekt
Der Warburg-Effekt (nach dem Physiologen Otto Heinrich Warburg) ist eine bei vielen Krebszellen beobachtete Veränderung des Stoffwechsels der Glucose (Traubenzucker). Dabei nehmen die Krebszellen auch in Anwesenheit von Sauerstoff verstärkt Glucose auf und scheiden Lactat (Milchsäure) aus (sogenannte anaerobe Glykolyse), während nur ein Teil der aufgenommenen Kohlenstoffgerüste dem Citratzyklus zugeführt wird.
Dies dient zum einen der ausreichenden Energieversorgung der Zellen durch den Citratzyklus und die Atmungskette, zum anderen aber auch der verstärkten Verfügbarkeit von Biosynthese-Bausteinen aus der Glykolyse für das Wachstum der Zellen. Durch die unzureichende Balance dieser Stoffwechselwege in den Krebszellen kommt es dabei allerdings dazu, dass immer wieder Elektronen, die bei der Oxidation der Kohlenstoffgerüste in einer Reaktion der Glykolyse aus den Substraten abgezogen werden, nicht über die Atmungskette auf Sauerstoff übertragen werden können, sondern quasi behelfsweise auf das Endprodukt der Glykolyse (Pyruvat) übertragen werden und dann in Form von Lactat aus der Zelle ausgeschieden werden müssen.

## Anaerobe und aerobe Glycolyse
Diese Stoffwechsellage einer erhöhten Aufnahme von Glucose und der Ausscheidung von Lactat zeigen auch gesunde Zellen, wenn Sauerstoff fehlt (sogenannte anaerobe Glykolyse). Der Grund dafür ist, dass die Elektronen aus der Reaktion der cytosolischen Glyceral-3-Phosphat-Dehydrogenase (GAPDH) auf NAD+ übertragen werden. Diese Elektronen des cytosolischen NADHs müssen bei vollständigem Fehlen von Sauerstoff als finalem Elektronenakzeptor dann auf Pyruvat übertragen werden, um das für das Ablaufen der Glykolyse notwendige NAD+ zu regenerieren. Das dabei aus dem Pyruvat entstehende Lactat (inklusive der bei der GAPDH-Reaktion anfallenden Elektronen) wird dann aus der Zelle ausgeschieden. Die Besonderheit des Warburg-Effektes liegt darin, dass Krebszellen dieses Verhalten auch bei ausreichender Sauerstoffversorgung zeigen, weswegen Warburg dies als aerobe Glykolyse bezeichnete. In vielen Krebszellen konnte eine entsprechende Überexpression Glykolyse-relevanter Enzyme und Membrantransporter nachgewiesen werden.

## Unzureichende metabolische Redox-Balance
Der Grund für die Veränderungen im Metabolismus der Krebszellen, die zur Lactat-Ausscheidung führen, liegt vermutlich in der unzureichenden Balancierung der veränderten Expression derjenigen Enzyme, die sich an den Schlüsselstellen der beteiligten Stoffwechselwege befinden. So wird die Expression von Enzymen der Glykolyse und des Pentosephosphatweges, die für die Bereitstellung von Metaboliten für Biosynthesen nötig sind, hochreguliert. Die Expression von Enzymen des Citratzyklus und der Atmungskette, die unter anderem für die effiziente ATP-Produktion nötig sind, wird dagegen nicht entsprechend hochreguliert, sondern meist sogar herunterreguliert (dann aber auf diesem niedrigeren Niveau erhalten und nicht vollständig gestoppt). Auch das Erreichen der Substratsättigung der mitochondrialen Carriersysteme für Reduktionsäquivalente (Malat-Aspartat-Shuttle, Glycerin-3-phosphat-Shuttle) aufgrund des erhöhten Metaboliten-Durchflusses in der Glykolyse in den schnell wachsenden Krebszellen spielt dabei wohl eine Rolle.
Da diese Veränderungen der Expression der Enzyme in Krebszellen vermutlich nicht besonders fein reguliert sind, ergibt sich dadurch wohl temporär immer wieder eine unzureichende Balance zwischen dem erhöhten Durchfluss von Kohlenstoffgerüsten durch die Glykolyse und der verminderten Reoxidation des in der Glykolyse anfallenden NADH in der Atmungskette, also der Übertragung der Elektronen des NADH auf den finalen Elektronenakzeptor Sauerstoff. Aus diesem Grund müssen die Krebszellen temporär immer wieder Elektronen vom cytosolischen NADH auf Pyruvat übertragen und dieses dann als Lactat ausscheiden, um die cytosolische Redoxbalance wiederherzustellen.

## Notwendigkeit für den Ablauf von Citratzyklus und der Atmungskette
Die Aktivitäten des Citratzyklus und der Atmungskette werden in den Krebszellen dabei allerdings nicht vollständig gestoppt, da die für das Wachstum der Krebszellen auch notwendige Synthese von Lipiden vom Anstau überschüssigen Acetyl-CoAs im Mitochondrium abhängt. Die Acetat-Reste dieses Acetyl-CoAs werden dann indirekt in Form von Citrat aus dem Mitochondrium ausgeschleust, um im Cytosol für die Fettsäure-Synthese zur Verfügung zu stehen. Daher dürfen der Citratzyklus und die Atmungskette in wachsenden Krebszellen nicht vollständig zum Erliegen kommen, denn die beim Ablauf des Citratzyklus anfallenden Elektronen (in Form von mitochondrialem NADH und FADH2) müssen auf Sauerstoff als finalen Elektronenakzeptor übertragen werden, um die Verwendung von Kohlenstoffgerüsten des Citratzyklus für Biosynthesen zu ermöglichen. Ebenso ist die Reoxidation des cytosolischen NADH in der Atmungskette nötig, um den Abzug von Kohlenstoffgerüsten aus der Glykolyse unterhalb von Glucose-6-phosphat zu erlauben. Eine quantitative Übertragung der Elektronen des in der GAPDH-Reaktion gebildeten NADHs auf Pyruvat würde bedeuten, dass aus dem C6-Körper Glucose zwei C3-Körper entstehen (Pyruvat), die dann nach der Reduktion zu Lactat quantitativ aus der Zelle ausgeschleust werden müssen. Damit ständen keine Kohlenstoffgerüste aus der Glykolyse unterhalb von Glucose-6-Phosphat mehr für den Abzug von Metaboliten für Biosynthese-Reaktionen zur Verfügung (zum Beispiel für die Synthese von Alanin, Serin und Glycin). Die Vorstellung, dass Krebszellen einen erhöhten Durchfluss durch die Glykolyse haben, die im Cytosol bei der GAPDH-Reaktion abgezogenen Reduktionsäquivalente vollständig in Form von Lactat entsorgen und die Zellen dabei gleichzeitig Metabolite aus der Glykolyse für Biosynthesen abziehen, ist also unsinnig.

## Enzymkinetik des Pyruvat-Metabolismus
Die Betrachtung der Michaelis-Konstanten (KM-Werte) der Enzyme, die Pyruvat verwerten, unterstützt obige Sichtweise. Die mitochondriale Pyruvat-Dehydrogenase (PDH) hat einen KM für Pyruvat von 0,02 mM. Sie setzt Pyruvat also schon bei sehr geringen Pyruvat-Konzentrationen zu Acetyl-CoA um, das im Mitochondrium der effizienten Energiegewinnung dient und auch für die Lipid-Biosynthese verwendet werden kann. Die cytosolische Lactat-Dehydrogenase (LDH), die die temporär notwendige Entsorgung cytosolischer Überschuss-Elektronen sicherstellt, hat einen KM-Wert von 0,1 mM für Pyruvat (LDH-B oder LDH-1). Die in Krebszellen häufig überexprimierte LDH-A (LDH-5) hat sogar einen noch höheren KM-Wert von ca. 0,29 mM für Pyruvat, um dabei auch den für das Wachstum der Krebszellen nötigen Anstau von Metaboliten zu unterstützen. Auch die Expression von Lactat-Transportern der Plasmamembran (MCTs) verändert sich in Krebszellen meist hin zu solchen mit höheren KM-Werten für Lactat (MCT-1 und -4), um diesen Anstau von Metaboliten zu unterstützen. Die Alanin-Aminotransferase (ALT) dagegen, die die Synthese der Aminosäure Alanin aus Pyruvat katalysiert, hat sogar einen KM-Wert für Pyruvat von ca. 2,8 mM, schöpft Kohlenhydratgerüste für die Synthese von Alanin also nur dann ab, wenn die Pyruvat-Konzentration in der Zelle genügend hoch ist, um die Verwendung von Pyruvat für die beiden anderen erwähnten Reaktionen ausreichend sicherzustellen. Dabei kann Lactat von praktisch allen Geweben abgegeben werden (auch vom Herzmuskel) und auch von fast allen Geweben (außer Erythrozyten) aufgenommen und verwertet werden. Aus den genannten KM-Werten ist also ersichtlich, dass die höchste Priorität bei der Verwendung von Pyruvat in Krebszellen die Sicherstellung der effizienten Energiegewinnung über PDH, Citratzyklus und Atmungskette ist und die zweithöchste Priorität die Sicherstellung der cytosolischen Redox-Balance durch die Entsorgung im Überschuss anfallender Elektronen aus der GAPDH-Reaktion in Form des ausgeschiedenen Lactats.

## Andere Kohlenstoffquellen für die Produktion von Lactat
Die Glykolyse ist aber nicht die einzige Lactatquelle. Tumorzellen können auch alternative Stoffwechselwege aktivieren, wie die Synthese aus Glutamin und Alanin. Pyruvat, Lactat und einige andere Glykolyse-assoziierte Metabolite sind chemische Radikalfänger. Viele Tumortherapien, insbesondere ionisierende Strahlen und bestimmte Chemotherapeutika, wirken durch Bildung von Radikalen. Tumorzellen mit vielen Radikalfängern lassen sich daher schlechter bekämpfen. Daher ist der Lactatgehalt klinischer Tumoren Gegenstand der Forschung. Durch induzierte Biolumineszenzreaktion kann zum Beispiel an Gewebeproben der Gehalt von Glucose, Lactat und Pyruvat gemessen werden. Ein erhöhter Lactatspiegel in HNO-Tumoren war mit einem erhöhten Risiko der Metastasierung korreliert.
Otto Warburgs ursprüngliche Hypothese, nach der der Warburg-Effekt die Ursache der Krebsentstehung sei, gilt als überholt.